# Istina o Istanbulskoj
Istina o Istanbulskoj, hrvatska je građanska inicijativa čiji je cilj "upoznavanje hrvatske javnosti s pravim sadržajem i realnim posljedicama Istanbulske konvencije".
Inicijativa "oštro osuđuje svako nasilje nad ženama i svako nasilje u obitelji, i zalaže se za što bolja zakonska rješenja u tom području i za njihovu učinkovitu provedbu", ali se protivi ratifikaciji Konvencije radi "zlouporabe borbe protiv nasilja radi uvođenja rodne ideologije u zakonodavstvo RH, u hrvatsko školstvo i medije".
Incijativu podržava više desetaka udruga civilnog društva, među kojima i Hrvatsko katoličko liječničko društvo kao i Europski kršćanski politički pokret (ECPM).

## Povijest inicijative
Inicijativa se javnosti predstavila krajem listopada 2017. godine na Markovom trgu u Zagrebu. Nakon stručnog skupa o temi Istanbulske konvencije i opasnostima rodne ideologije održanog u Nadbiskupijskom pastoralnom institutu u Zagrebu, organizirane su i javne tribine i predavanja u Varaždinu, Virovitici, Vinkovcima, Đakovu, Slavonskom Brodu, Osijeku, Dubrovniku, Karlovcu, Bjelovaru, Rijeci, Puli, Zadru, Sisku, Splitu, Šibeniku i Sinju, prije političkog uključenja u borbu protiv ratifikacije Konvencije.
Članovi inicijative poslali su dopis saborskim zastupnicima i otvoreno pismo predsjednici RH Kolindi Grabar-Kitarović vezano uz referendumsku inicijativu o Istanbulskoj konvenciji. Incijativa je organizirala prosvjede u Splitu i Zagrebu na kojima se, prema procjenama organizatora, okupilo 50-70 000 ljudi, dok Hrvatska policija i mediji procjenjuju da se broj sudionika kretao između 15 000 i 18 000 sudionika.

## Kritike i kontroverze
Inicijativa Istina o Istanbulskoj primila je i kritike od raznih udruga, medija i političara. Glavna kritika upućena inicijativi jest "manipulacija činjenicama i širenje laži o Istanbulskoj konvenciji", prema stajalištu tih udruga i medija.
Portal "Autograf" članova inicijative prozvao je "katoličkim ekstremistima". S druge strane, Jutarnji list pisao je o Inicijativi kao dijelu "ultrakonzervativne revolucije" te Inicijativu svrstao među "euopske klerikalne skupine" pišući da promiče kršćanski fundamentalizam.
Inicijativu je najteže napao portal "Index" koji je napisao kako Incijativa "gadostima truje građane", prozvao ih "katoličkim ekstremistima", "katotalibanima" i "desno-ekstremnim pokretom", dijelom "klerikalnih udruga koje predstavljaju ekstremnu marginu hrvatskog društva" nadodavši da promiće "nazadne stavove" Index je pisao i kako "obiteljaši žele zabraniti razvod, pobačaj i kontracepciju" te da imaju "opasne planove".

Novine 24 sata pisale su kako volonteri Inicijative "žicaju potpise" te navele navodnih 11 načina na koji to čine "neuvjerljivim arugmentima". Miljenko Jergović je za portal "Autograf" napisao kako su protivnici Istanbulske "ginofobi" tj. da imaju "strah od žena". Drago Pilsel je u razgovoru za Radio Sarajevo usporedio prosvjede Incijative s Jogurt revolucijom nazivajući prisutne hrvatske branitelje "pripadnicima tzv. Šatoraške revolucije". Željka Godeč iz Jutarnjeg lista pitala se u svojoj kolumni "Iza kulisa" naslova Kad će Markić prestati s frustracijama oko Istanbulske? sljedeće:
»Ali je, naravno, paradoksalno što je izgovara upravo ona koja bi, da može, Hrvatsku odvela ravno u kameno doba. Kao što je drvena toljaga kao glavno oružje kamenog doba imala mana - malen domet i malu probojnost - tako ih ima i želja za razgovorom, pogotovo kad se kao glavni argument u razgovorima Ž. Markić izvlače te iste drvene toljage. (...) Želimo da Željka Markić pročita ono što piše u IK, a da u nju ne utiskuje svoju ekstremističku agendu i frustracije, ne zaboravljajući da je pogrom uvijek stvaran i kad su neprijatelji izmišljeni.«
Tijekom dvotjednog skupljanja potpisa za raspisivanje Referenduma o otkazivanju istanbulske konvencije, dogodilo se više napada na volontere u Zagrebu i Karlovcu, dok je riječki gradonačelnik Vojko Obersnel zabranio prikupljanje potpisa za referendum čime je prekršio čl. 8 Zakona o referendumu.